# Bazouges-la-Pérouse
Bazouges-la-Pérouse è un comune francese di 1 918 abitanti situato nel dipartimento dell'Ille-et-Vilaine nella regione della Bretagna.

## Società

### Evoluzione demografica
Abitanti censiti